# Valentin Schnarr
Valentin Schnarr (* um 1865; † um 1925) war ein deutscher Volkssänger und Humorist.

## Leben
Der hessische Volkssänger und Humorist Valentin Schnarr wirkte in Frankfurt am Main.
Bekannt sind von ihm sechs Aufnahmen auf kleinen 7"-Schallplatten, die er bereits kurz nach der Jahrhundertwende, bei der Gramophone & Typewriter Co. in Hannover gemacht hat.  Unter den Rezitationen  sind Texte des Frankfurter Lokaldichters Friedrich Stoltze und des Schriftstellers Paul Quilling.

## Bei G&T erschienene 7"-Platten
- 41 056 (mx. 730 g)  Die Sammet-Mantill’ (Stoltze)[4]
- 41 057 (mx. 731 g) Doppelsichtig (Stoltze)[5] / Was is e Deiwwelsblanz?
- 41 058 (mx. 732 g) Von owwe erunner schmeckt’s besser, von Quilling[6]
- 41 070 (mx. 134 g) Der schtarke Tuwack
- 41 071 (mx. 129 g) Die Frankfurter Sprach’ (Stolze)
- 41 077 (mx. 733 g) Ein ganz höflicher Mann (Quilling)